# Юноша (герб)
Ю́ноша (пол. Junosza) — шляхетський герб. У червоному полі білий баран, що стоїть на зеленій траві, права нога його піднята. У клейноді п'ять страусових пір'їн. Червоний фон, то кров тевтонців, яку пролили відважні юнаки. Перша згадка в джерелах — 1335 рік.
Інші назви — Ягня, Агнець (Agnus), Баран (Baran), Барани (Barany).
Легенда походження цього герба: лицар Юноша їхав із друзями на весілля. Поряд із ними бігло і веселилось біле ягня, що вважалось доброю ознакою. Незабаром вони зустріли тевтонських лицарів, які поверталися з мародерства. Юноша зміг їх перемогти. Дізнавшись про ще більший загін лицарів Тевтонського ордену на околиці міста, Юноша обманом викрав їх коней. Друзі змогли перемогти й цей загін. На весілля вони приїхали вчасно. На ознаменування битви щит Юноші червоний (тевтонська кров) і на ньому біле ягня, що принесло лицареві перемогу.

## Роди
За часів Речі Посполитої до герба Юноша належало понад 525 польських, українських та білоруських шляхетських родів.
Гроховські, Долецькі, Дружбичі, Залуські, Карнковські, Ко́ли, Кросновські, Полховські, Смоголжевські, Собанські